# August Henneberger (Bildhauer)

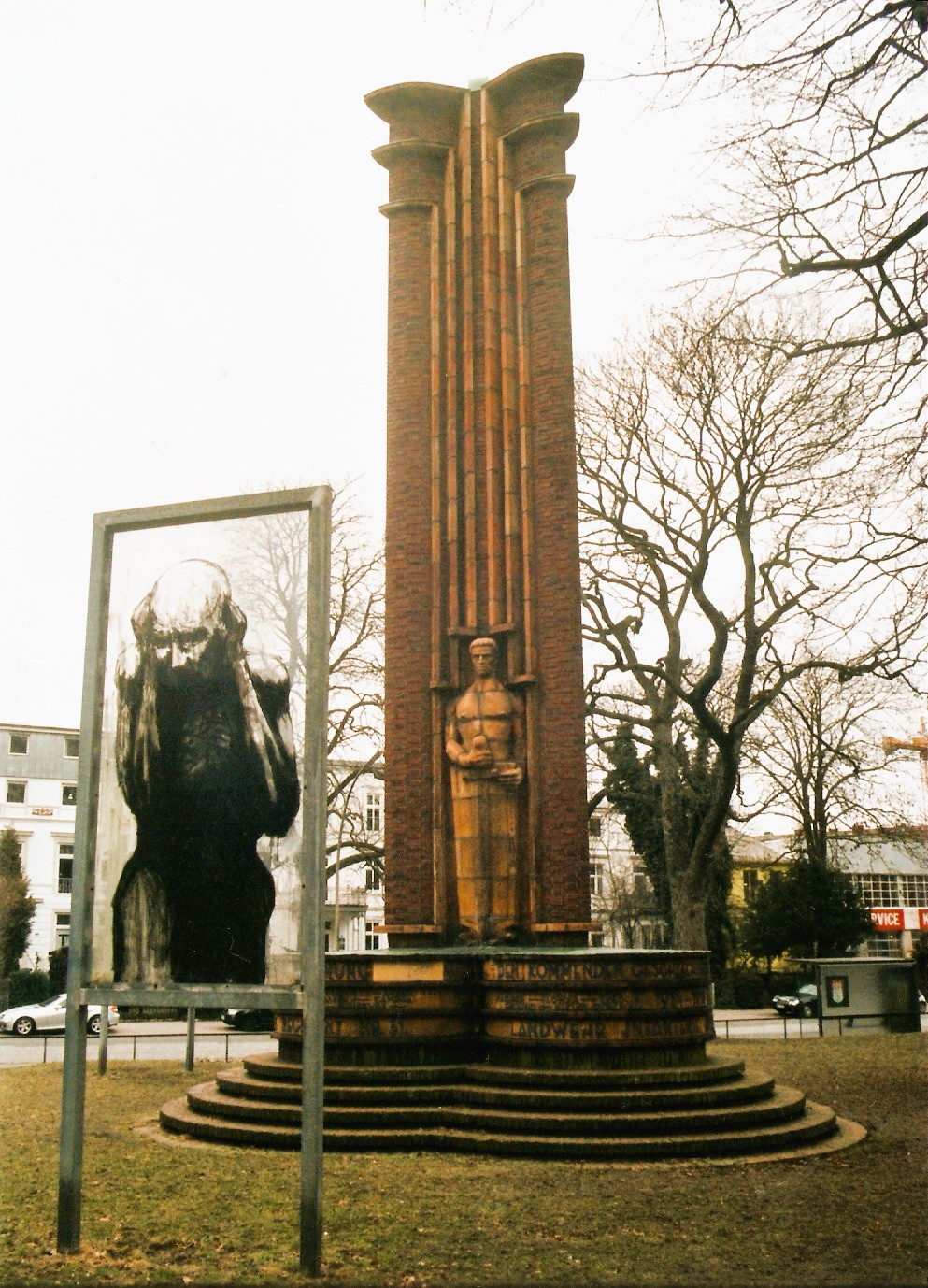
Das 1995 erweiterte Denkmal zu Altona

August Anton Henneberger (* 15. Januar 1873 in Kötzting; † 29. September 1961 in Hamburg) war ein deutscher Bildhauer.

## Leben
Seine Eltern waren Anton Henneberger, Buchbinder, und Theres, geb. Obermeier, Pfarrmesnerstochter. Von etwa 1891 bis 1901 ließ er sich in München zum Bildhauer ausbilden. Ab 23. Oktober 1899 war er an der dortigen Akademie als Schüler von Syrius Eberle eingeschrieben. Um 1904 ging er nach Altona, wo er als Professor an der Kunstgewerbeschule lehrte. An der Gründung des Altonaer Künstlervereins im Jahre 1909 war er maßgebend beteiligt. Er war zudem Mitglied im Hamburger Künstlerverein von 1832 und in der Hamburgischen Künstlerschaft. Am 13. Juli 1905 heiratete er Margarete Berta Sofia Charlotte Maria von Zech (* 29. Februar 1872); im selben Jahr erwarb er die preußische Staatsangehörigkeit.
Obwohl ihm Kötztings Markträte 1902 den Auftrag für die Mariensäule des Brunnens am St. Veitsplatz nicht erteilten, blieb Henneberger seiner Heimat verbunden. 1945 malte er den Kötztinger Pfingstritt, wie die Spitze der Prozession in der Marktstraße an einem Panzer vorbeireitet, auf dem amerikanische Soldaten sitzen. Zur Stadterhebung 1953 schenkte Henneberger der Stadt einen aus Eiche geschnitzten Pfingstreiter (beides im neuen Rathaus).

## Werke (Auswahl)
- Denkmal für die Gefallenen des Infanterie-Regiments Graf Bose (1. Thüringisches) Nr. 31 an der St. Johanniskirche (Altona)
- Altar der Kirche St. Nikolai in Hamburg-Billwerder